# Oli de síndria
L'oli de llavors de síndria s'extreu per premsat de les llavors de la síndria, Citrullus vulgaris,És particularment usat a Àfrica occidental on s'anomena oli ootanga o oli kalahari. Tradicionalment les llavors s'assequen al sol i un cop seques es premsen per extreure'n l'oli.

## Composició química
Els principals àcids grassos que conté aquest oli són àcid linoleic i àcid oleic.

## Altres usos
L'oli de síndria és emol·lient, i es fa servir en productes per la cura del cos.